# Tridactylidae
Los tridactílidos (Tridactylidae) son una familia de insectos ortópteros celíferos.

## Géneros
Según Orthoptera Species File (31 mars 2010):
- Dentridactylinae Günther, 1979
  - Bruntridactylus Günther, 1979
  - Dentridactylus Günther, 1974
  - Paratridactylus Ebner, 1943
  - †Burmadactylus Heads, 2009
  - †Guntheridactylus Azar & Nel, 2008
- Tridactylinae Brullé, 1835
  - Afrotridactylus Günther, 1994
  - Asiotridactylus Günther, 1995
  - Ellipes Scudder, 1902
  - Neotridactylus Günther, 1972
  - Tridactylus Olivier, 1789
  - Xya Latreille, 1809
  - †Cratodactylus Martins-Neto, 1990
- †Mongoloxyinae Gorochov, 1992
  - †Baisoxya Gorochov & Maehr, 2008
  - †Cretoxya Gorochov, Jarzembowski & Coram, 2006
  - †Mongoloxya Gorochov, 1992
  - †Monodactyloides Sharov, 1968